# Saint-Paul-d'Oueil
 Saint-Paul-d'Oueil  es una población y comuna francesa, en la región de Mediodía-Pirineos, departamento de Alto Garona, en el distrito de Saint-Gaudens y cantón de Bagnères-de-Luchon.

## Demografía
| 67 | 44 | 42 | 30 | 44 | 49 |
| Para los censos de 1962 a 1999 la población legal corresponde a la población sin duplicidades (Fuente: INSEE [Consultar]) |    |    |    |    |    |